# Welton (Lincolnshire)
Pour les articles homonymes, voir Welton.
Welton est une paroisse civile et un village du Lincolnshire, en Angleterre.